# Banana BPi-R1
A Banana BPi-R1 egy Banana Pi alapon létrehozott router kártya, amely a router feladatokon kívül médialejátszó, online tárolóeszköz és sok egyéb feladatot is el tud látni.

## Hardver specifikáció
CPU: A20
ARM Cortex™-A7 Dual-Core

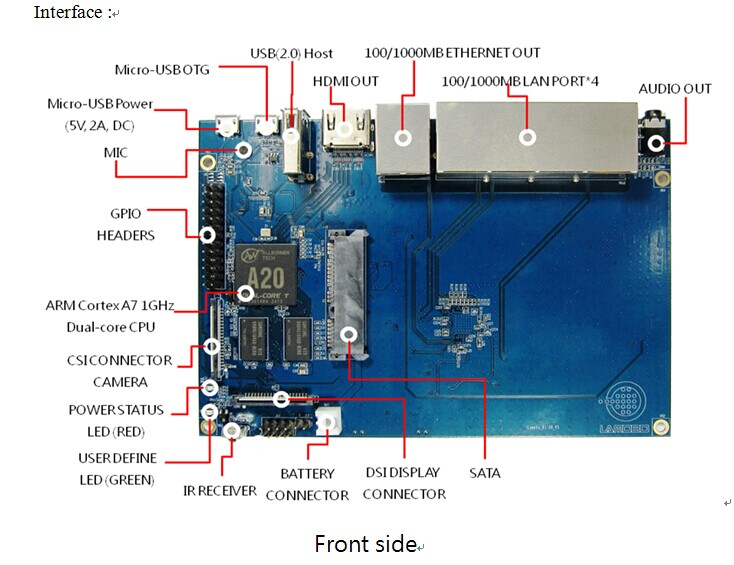
A kártya felülnézete

GPU: ARM Mali 400 MP2 Complies with OpenGL ES 2.0/1.1
Memória (SDRAM): 1GB DDR3 (megosztva a GPU-val) nem bővíthető
Háttértár: Micro SD (Max. 64GB), legfeljebb 2T 2.5 SATA disk
Hálózat: 10/100/1000 Ethernet RJ45, WLAN @802.11b/g/n
Video Bemenet: A CSI csatlakozó a kamera modulhoz
Video kimenet: HDMI , LVDS/RGB
Audio kimenet: 3.5 mm jack és HDMI
Audio bemenet: mikrofon
Tápellátás: 5 volt Mikro USB
USB 2.0 Portok: 1 USB Host és 1 mikro USB (OTG) USB Host
Kapcsolók: Reset és bekapcsoló gombok egymás mellett
GPIO(2X13): GPIO, UART, I2C bus, SPI bus with two chip selects, CAN bus, ADC, PWM, +3.3v, +5v, ground.
LED: Power Key & RJ45
Távirányítás: infravörös
Operációs rendszerek: Android 4.2, Linux (többféle), OpenWRT
Az OpenWRT az alapvető feladatokat frappánsan ellátja, azonban ha további funkciókkal próbáljuk bővíteni (hogy kihasználjuk a szokásos routerekéhez képest magasabb teljesítményt), kiforratlannak bizonyul. A Debian alapú Bananian linux azonban jól működik.